# Morskranes
Morskranes [ˈmɔskɹaneːs] és una petita localitat situada a la costa sud-oest de l'illa de d'Eysturoy, a les illes Fèroe. Forma part del municipi de Sjóvar. L'1 de gener de 2021 tenia 11 habitants. El seu nom es pot traduir per "erm del racó".
El poble va ser fundat el 1877, i es considera un dels límits on l'estret que separa les illes de Streymoy i Eysturoy canvia de nom; així, a l'alçada de Moskranes es diu Sundini cap al nord i Tangafjørður cap al sud.